# Linda Larkin
Jonathan Freeman (født 20. marts 1970 i Los Angeles, USA) er en amerikansk skuespillerinde og tegnefilmsdubber. Han er bedst kendt som stemmen bag Jasmine i Disneys Aladdin fra (1992).